# نور زمین
نور زمین نام داستانی در گونهٔ علمی-تخیلی است که در سال ۱۹۵۵ (میلادی) به قلم آرتور سی. کلارک نگاشته شد.